# 1915年のパレスチナ蝗害
1915年のパレスチナ蝗害（1915ねんのパレスチナこうがい）は、パレスチナで1915年3月から10月の間に発生した蝗害。バッタの大群によりパレスチナ内外の植物は食べつくされ、エルサレム住民らに食糧危機が訪れた。
蝗害の影響で、食糧を始めとする物価が上がり、1915年4月25日のニューヨーク・タイムズは「この地域では小麦1袋が15米ドル、ジャガイモは平時の6倍となり、砂糖と石油は入手できない。そのため貨幣の流通も止まっている」と報じている。

## 人々の反応
当時オスマン帝国でシリアアラビア軍最高司令官を務めていたジェマル・パシャは国として取り組むことを決定し、担当者を選んで対策を命じた。

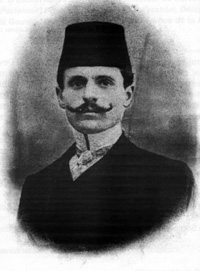
蝗害鎮定を指揮したミトハト・フラシェリ
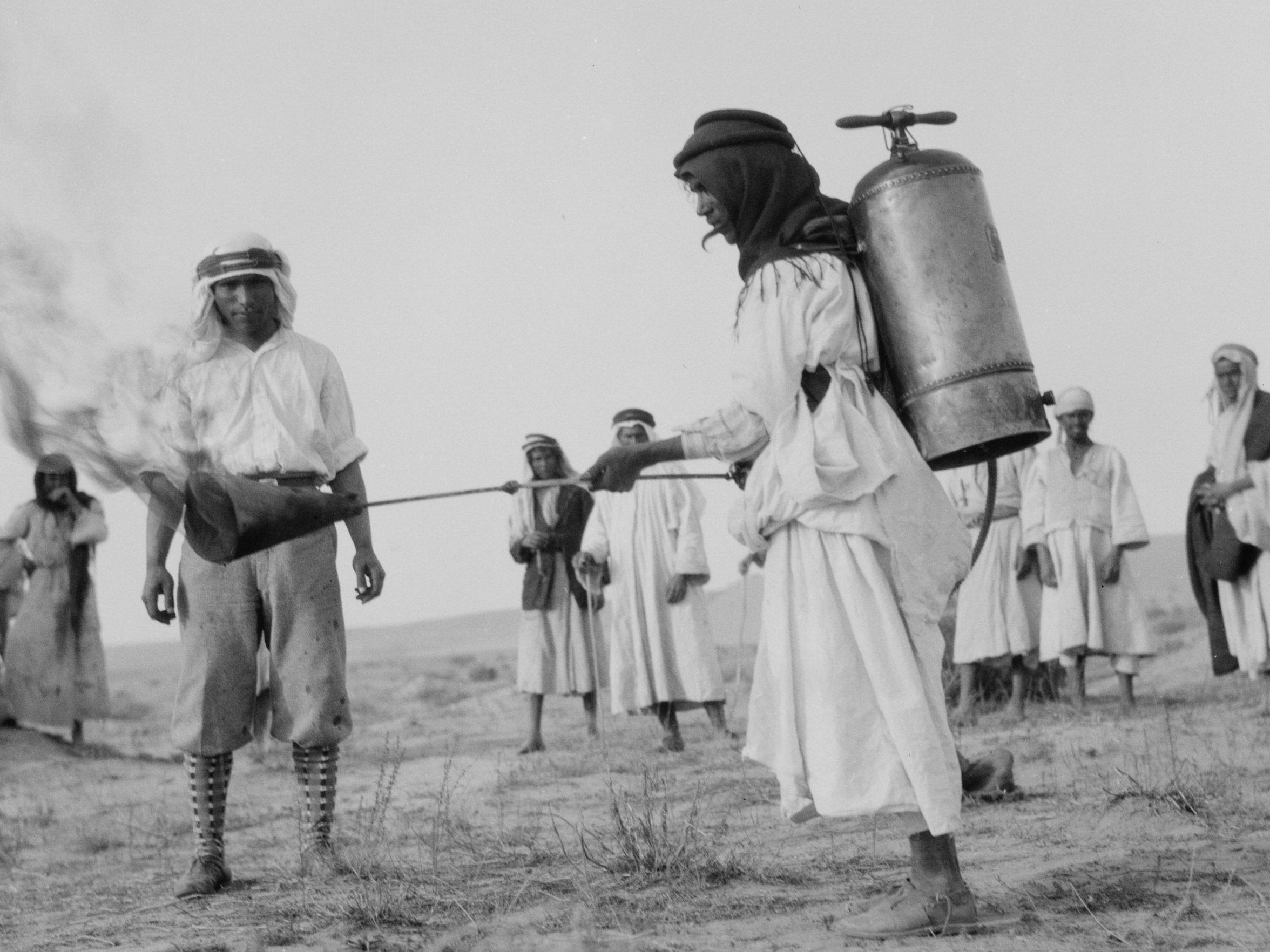
火炎放射器でイナゴを退治する作業員

対策担当者となったミトハト・ベイ・フラシェリは、市に住む15歳から60歳の男性に対し、1人20キログラムのバッタの卵を集めるよう命じ、従わない者には4.40ポンドの罰金を課す法律を制定させた。ニューヨークタイムズは、この法がかなり厳格に実施されたと報じている。1915年11月21日までに罰金を支払った者は800人に上った。
一方で民衆は、バッタの群れを神が与えた罰と考え、祈祷や祈願で流行が終わると言う人も現れた。群れが大きくなる様を目撃したユダヤ教のラビA・M・ランツは「…宗教法廷では翌日に贖罪の儀式(Taanit Tzibbur)を行うことを決定し、1日中吟唱、祈祷、祈願のいずれかを行うことになった。その数日後、バッタの群れは去っていった…」と伝えている。